# Cegielnia (województwo podlaskie)
Cegielnia – osada leśna w Polsce położona w województwie podlaskim, w powiecie białostockim, w gminie Supraśl.
W latach 1975–1998 miejscowość administracyjnie należała do województwa białostockiego.